# (4789) Sprattia
(4789) Sprattia es un asteroide perteneciente al cinturón de asteroides, descubierto el 20 de octubre de 1987 por David D. Balam desde el Observatorio Climenhaga, Victoria, Canadá.

## Designación y nombre
Designado provisionalmente como 1987 UU2. Fue nombrado Sprattia en honor a 
Christopher E. Spratt, formó parte de un grupo de aficionados de la Real Sociedad Astronómica de Canadá durante 20 años, mostrando un especial interés en los cometas, los asteroides, meteoritos y estrellas variables.

## Características orbitales
Sprattia está situado a una distancia media del Sol de 2,238 ua, pudiendo alejarse hasta 2,516 ua y acercarse hasta 1,960 ua. Su excentricidad es 0,124 y la inclinación orbital 1,275 grados. Emplea 1223 días en completar una órbita alrededor del Sol.

## Características físicas
La magnitud absoluta de Sprattia es 13,9. Tiene 4,172 km de diámetro y su albedo se estima en 0,279.